# Seen from the Gallery
Seen from the Gallery è un cortometraggio muto del 1915. Non si conosce il nome del regista del film prodotto dalla Edison.

## Produzione
Il film fu prodotto dalla Edison Company.

## Distribuzione
Distribuito dalla General Film Company, il film - un cortometraggio di 150 metri - uscì nelle sale cinematografiche statunitensi il 3 febbraio 1915. Nelle proiezioni, veniva programmato con il sistema dello split reel, accorpato in un'unica bobina con un altro cortometraggio prodotto dalla Edison, la commedia A Thorn Among Roses.